# کرید برتن
کرید برتن (انگلیسی: Creed Bratton؛ زادهٔ ۸ فوریهٔ ۱۹۴۳) هنرپیشه، موسیقی‌دان اهل ایالات متحده آمریکا است. وی از سال ۱۹۶۵ میلادی تاکنون مشغول فعالیت بوده‌است.
از فیلم‌ها یا برنامه‌های تلویزیونی که وی در آن نقش داشته‌است می‌توان به اداره، درد زایمان، و تری اشاره کرد.